# Doliops imitator
Doliops imitator là một loài bọ cánh cứng trong họ Cerambycidae.